# Puschwitz
Puschwitz (szorb nyelven Bóšicy) település Németországban, azon belül Szászország tartományban. Lakosainak száma 762 fő (2023. december 31.). Puschwitz Neschwitz, Göda és Crostwitz községekkel határos.

## Népesség
A település népességének változása:
| Lakosok száma | 813  | 821  | 771  | 760  | 762  |
|               | 2017 | 2019 | 2021 | 2022 | 2023 |